# Cistus laxus
Cistus laxus là một loài thực vật có hoa trong họ Nham mân khôi. Loài này được Aiton mô tả khoa học đầu tiên năm 1789.